# Chalcides ocellatus linosae
Il gongilo linosano (Chalcides ocellatus linosae Boulenger, 1920) è un piccolo sauro appartenente alla famiglia degli Scincidi. È una sottospecie endemica dell'isola di Linosa.

## Descrizione
Rispetto a C. ocellatus, il gongilo linosano presenta delle caratteristiche morfologiche distintive (max. 80 mm), come le dimensioni inferiori, la regione gulare maculata e una colorazione del dorso bruna con numerosi ocelli bianchi.